# 諾瓦 (塔拉拉伊夫卡區)
50°52′1″N 32°55′9″E / 50.86694°N 32.91917°E
諾瓦（烏克蘭語：Нова），是烏克蘭北部的村莊，隸屬切爾尼希夫州的普里盧基區。該村面積1.73平方公里，海拔高度140米，2001年人口13，人口密度每平方公里7.52人。